# Alleyne Fitzherbert
Alleyne Fitzherbert (lub: FitzHerbert) (ur. 1 marca 1753 w Derby, zm. 19 lutego 1839 w Londynie) – brytyjski arystokrata (1. baron St Helens) i dyplomata.

## Życiorys
Był człowiekiem świetnie wykształconym. Kształcił się kolejno w Derby School (1763-1766), Eton College (1766–70) i w St John’s College na Uniwersytecie Cambridge (1770-1774) . Do jego przyjaciół należał uczony leksykograf dr Samuel Johnson.
W lutym 1777 rozpoczął karierę dyplomaty jako brytyjski wysłannik do Brukseli, dlatego tytuł M.A. (magister) musiał bronić zaocznie. Pozostał w Brukseli do sierpnia 1782, gdy premier William Petty, 2. hrabia Shelburne wysłał go do Paryża, by negocjował warunki pokoju z Francją, Hiszpanią i Holandią. Dnia 20 stycznia 1783 preliminaria zostały podpisane. Pokój zawarto już bez bezpośredniego udziału Fitzherberta, lecz to właśnie jego zabiegi uczyniły go w ogóle możliwym. Latem roku 1783 wysłano go jako wysłannika nadzwyczajnego do Rosji. W roku 1787 towarzyszył carycy Katarzynie II w jej podróży po Krymie.
Był ambasadorem w Hiszpanii w latach 1790–1794. W 1793 podpisał traktat sojuszniczy między Hiszpanią a Wielką Brytanią. 25 marca 1794 roku został brytyjskim ambasadorem w Hadze, które to stanowisko piastował, aż do chwili gdy Francuzi podbili kraj.
Ostatnią misję dyplomatyczną odbył w roku 1801 do Petersburga, by pogratulować Aleksandrowi I objęcia tronu i by zawrzeć sojusz z Rosją. Jak zwykle był bardzo skuteczny.